# Nili
Nili  é uma rede de espionagem na Palestina criada durante a Primeira Guerra Mundial com o apoio inglês, que tinha como objetivo principal espionar os Turcos à serviço dos Britânicos. NILI é um acrônimo que representa a frase hebraica "Netzah Yisrael Lo Yeshaker", que se traduz como "o Eterno de Israel não mentirá". O governo britânico com o nome de código NILI, a "Organização A", de acordo com um memorando de 1920 mal informado no British Public Records Office, conforme descrito no livro Spies in Palestine by James Srodes.
Os fundadores e líderes do  Nili são originários das implantações Yishouv e os procedentes da organização dos  Guidonim. Entre eles contava-se  Aharon, Alexander e Sara Aharonson, Avshalom Feinberg, Yossef Lishansky e Naaman Belkind, e o famoso Zeev Jabotinsky, fundador do movimento juvenil Betar e do movimento revisionista. Consideravam que, com a sua ajuda ao Exército Britânico, postado no Egito, contribuiriam para a vitória dos ingleses contra os turcos e os alemães e, como consequência da guerra, os judeus poderiam receber a Palestina por parte dos Britânicos.
1. ↑  O’Malley, JP. “With Spy Sarah Aaronsohn’s Suicide, Israeli History was Rewritten, Claims Author,” The Times of Israel, December 14, 2006
2. ↑  . Srodes, James (2016). Spies in Palestine. Berkeley: Counterpoint Press, p. viii. ISBN 978-1619026131.